# انتقال خون بیگانه
انتقال خون بیگانه (به انگلیسی: Xenotransfusion) (از یونانی xenos - بیگانه یا عجیب)، شکلی از بیگانه‌پیوند است، در ابتدا به عنوان انتقال خون از یک گونه به رگ‌های گونه دیگر تعریف شد. در بیشتر موارد، انتقال خون بین جانور انسان و ناانسان است. با این حال، آزمایش‌های بیشتری بین گونه‌های مختلف جانوری ناانسانی انجام شده‌است. این روش را می‌توان بدون تأثیر بر سلامت اهداکننده انجام داد، زیرا هر بار تنها حدود ۱۰ درصد از حجم خون آنها استفاده می‌شود. استفاده از خون نامحدود از منابع جانوری خطر انتقال بیماری‌های عفونی بین انسان‌ها را از بین می‌برد.
انتقال خون بیگانه بر روی پرندگان انجام شده‌است، اگرچه این روش تنها برای تثبیت پرنده در شوک، به دلیل پس‌زدن پیوند توسط آنتی‌بادی‌های پرنده گیرنده انجام می‌شود.